# ザモシチ県

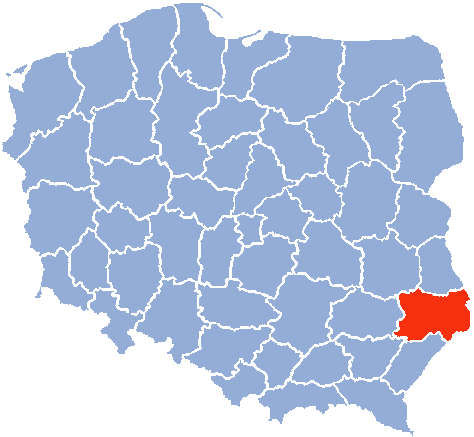
ザモシチ県

ザモシチ県（ザモシチけん、ポーランド語: województwo zamojskie）は、1975年から1998年まで存在したポーランドの県（行政区画・地方行政単位）である。1999年1月1日の地方行政区画の改正にともないルブリン県になった。県都はザモシチ。

## 主要都市（人口は1995年時点）
- ザモシチ（66,300人）
- ビウゴライ（26,400人）
- トマシュフ・ルベルスキ（21,200人）
- フルビエシュフ（20,200人）